# Cașin, Bacău
Cașin (maghiară: Kászon) este satul de reședință al comunei cu același nume din județul Bacău, Moldova, România.